# Catharsius eteocles
Catharsius eteocles là một loài bọ cánh cứng trong họ Bọ hung (Scarabaeidae).